# Camiri Airport
Camiri Airport är en flygplats i Bolivia.   Den ligger i departementet Santa Cruz, i den södra delen av landet, 210 km sydost om huvudstaden Sucre. Camiri Airport ligger 798 meter över havet.
Terrängen runt Camiri Airport är huvudsakligen kuperad, men den allra närmaste omgivningen är platt. Camiri Airport ligger nere i en dal. Närmaste större samhälle är Camiri, 3,4 km söder om Camiri Airport.
I omgivningarna runt Camiri Airport växer i huvudsak lövfällande lövskog. Trakten runt Camiri Airport är nära nog obefolkad, med mindre än två invånare per kvadratkilometer.